# Slađan Ašanin
Slađan Ašanin (* 13. August 1971 in Zagreb, SFR Jugoslawien) ist ein ehemaliger kroatischer Fußballspieler.
In der kroatischen Liga spielte der Verteidiger von 1993 bis 1996 für Inter Zaprešić, bevor er 1996 für zwei Jahre zu Slavia Prag ging. 1998 wurde er von Borussia Mönchengladbach verpflichtet. Für die Borussen bestritt er 97 Bundesliga-Spiele, in denen er 6 Tore erzielte, sowie 53 Zweitligaspiele, in denen er achtmal traf. 2004 ging Ašanin zum damaligen Zweitligisten LR Ahlen, für den er in 20 Partien zwei Tore schoss. Ab 2007 ließ er seine Karriere beim NK Samobor ausklingen.